# Сражение при Типпекану
Сражение при Типпекану (англ. Battle of Tippecanoe) — решающее сражение, состоявшееся 7 ноября 1811 года на территории Индиана между американскими войсками под командованием губернатора Уильяма Гаррисона и индейскими воинами под командованием Тенскватава во время войны Текумсе.
Хотя Соединённые Штаты победили как тактически (так как они стояли на своём и на следующее утро уничтожили Профетстаун), так и стратегически (конфедерация Текумсе никогда не восстановилась), победа далась дорого. Нападавшие индейцы имели меньшую численность и понесли меньше потерь. Сражение стало кульминацией роста напряжённости в так называемой войне Текумсе, которая продолжалась до смерти Текумсе в 1813 году. Победа США над индейцами стала не только важным политическим символом для американских войск, но и катастрофой для конфедерации Текумсе, которая так и не смогла восстановить свою прежнюю мощь. Общественное мнение в США винило в восстании индейцев британское вмешательство. Это подозрение послужило катализатором для Англо-американской войны, начавшейся лишь шесть месяцев спустя.

## Предыстория

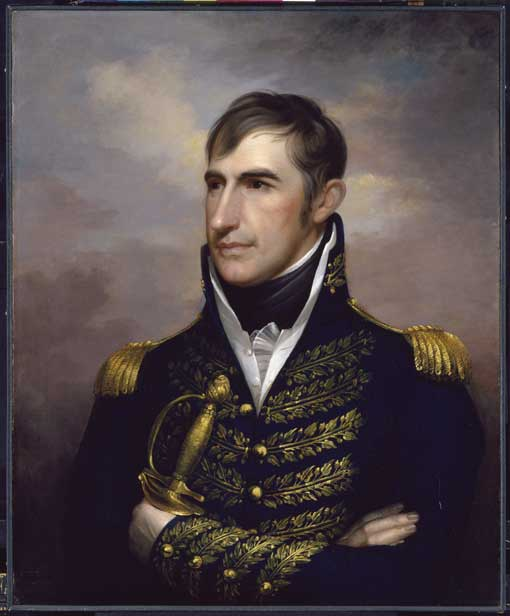
Уильям Генри Гаррисон, картина Рембрандта Пила, 1814 г.

Уильям Генри Гаррисон, получивший в 1800 году назначение на должность губернатора, в январе 1801 года приехал во вновь образованную территорию Индиана. Он стремился завладеть правами на индейские земли, чтобы открыть их для поселенцев. В частности, он надеялся, что территория привлечёт достаточное количество поселенцев, которого ей хватит для получения статуса штата. Гаррисон заключил с индейцами многочисленные договоры о землепользовании, в том числе договор Форт-Уэйна 30 сентября 1809 года, по которому вожди Майами, Потаватоми, Ленапе и другие продали три миллиона акров (около 12 000 км²).
Тенскватава, известный как «Пророк», возглавлял религиозное движение среди северо-западных племён, призывая вернуться к родовым обычаям. Его брат, Текумсе, видный деятель шауни, был оскорблён договором Форт-Уэйна. Текумсе возродил идею, проведённую раньше лидером шауни Синей Курткой и лидером мохоков Джозефом Брантом — что индейскими землями владеют все племена совместно, и что земля не может быть продана без согласия всех племён.
Текумсе, ещё не готовый противостоять США напрямую, поборолся первоначально с индейскими лидерами, подписавшими договор. Он начал с того, что запугал их и угрожал убить всех, кто соблюдает условия договора. Текумсе начал путешествовать повсюду, убеждая воинов отказаться от вождей, вступивших в соглашение с США, и присоединиться к сопротивлению в Профэтстауне, настаивая, что договор Форт-Уэйна незаконен. В 1810 году в совещании с Гаррисоном, он потребовал, чтобы президент США отменил договор, и предупредил, что американцы не должны пытаться поселяться на землях, проданных в договоре. Гаррисон отклонил его требования и настаивал, что племена могут иметь индивидуальные отношения с США.
В заседании Текумсе предупредил Гаррисона, что он будет искать союз с британцами, если разразятся военные действия. Уже несколько месяцев напряжённость в отношениях между США и Великобританией была высокой из-за вмешательство последней в торговле США с Францией. Ещё в 1810 году британские агенты стремились заручиться союзом с индейскими племенами, надеясь получить их помощь в защите Канады, но племенам не хотелось принимать предложение, поскольку не видели выгоды от такого плана. После противостояния, Текумсе тайно принял предложение о союзе и англичане начали поставлять оружие и боеприпасы.

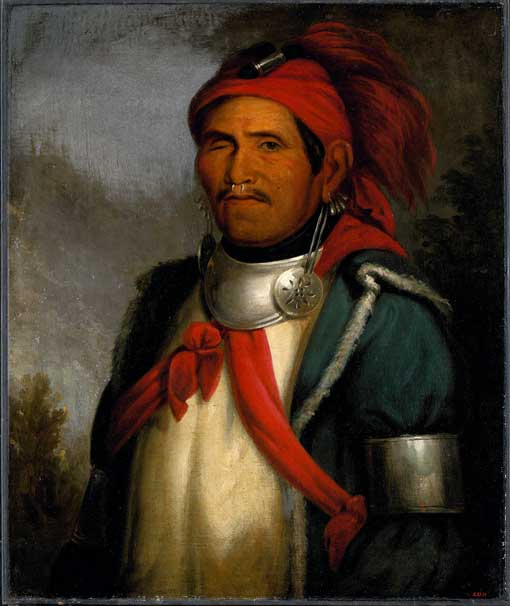
Тенскватава, картина Чарльза Бёрда Кинга

В августе 1811 года Текумсе вновь встретился с Гаррисоном в городе Винсенс, где Текумсе заверил Гаррисона, что братья Шауни хотели остаться в мире с США. Текумсе затем отправился на юг, чтобы набрать союзников среди «Пяти цивилизованных племён». Большинство из южных народов отклонило его просьбы, но фракция криков — «Красные палочки» — ответила на его призыв к оружию. Это привело к Крикской войны, которая также стала частью Англо-американской войны.
Вскоре после встречи с Текумсе Гаррисон покинул территорию, уехав по делам в Кентукки, оставив секретаря Джона Гибсона в качестве исполняющего обязанности губернатора. Гибсон, живший много лет среди племён Майами, быстро узнал о военных планах Текумсе и сразу же созвал ополчение территории и послал чрезвычайные письма, требующие возвращения Гаррисона. К середине сентября большинство из ополченских полков были созданы. К тому времени Гаррисон вернулся в сопровождении небольшого отряда регулярных войск и принял командование ополчением. Гаррисон был уже на связи с начальством в Вашингтоне и был уполномочен выступить против конфедерации с демонстрацией силы в надежде, что они согласятся на мир.
По мнению некоторых историков, количество сражавшихся индейских воинов, по некоторым данным, составляло около от 500 до 700 человек. На поле сражения, американская армия и ополченцы под командованием губернатора Уильяма Генри Гаррисона, существенно превосходили своих противников по численности (250 солдат регулярных войск из 4-го американского пехотного полка, 100 кентуккийских добровольцев и почти 600 индианских ополченцев, в том числе две роты индианских рейнджеров).
Гаррисон собрал рассеянные части ополчения возле поселения на ручье Марая, к северу от Винсенса. Там с ним присоединилась рота ополченцев, называемых «Жёлтыми куртками» из-за своих ярко-желтых мундиров, из Коридона, штат Индиана, а также индианские рейнджеры . Оттуда вся группа (около тысячи человек) отправилась на север в направлении Профэтстауна. 3 октября армия дошла до места современного Терре-Хота, штата Индиана, где в ожидании поставок, был разбит лагерь и построен Форт Гаррисон. 10 октября разведывательный отряд Желтых курток попал в засаду индейцев и понёс потери. Больше не было возможно фуражировать, и поставки быстро начали иссякать. К 19 октября пищевые рационы были сокращены и оставались такими до 28 октября, когда свежие поставки пришли через реку Уобаш из Винсенса. 29 октября, после возобновления поставок, Гаррисон вновь отправился в сторону Профэтстаун.

## Сражение

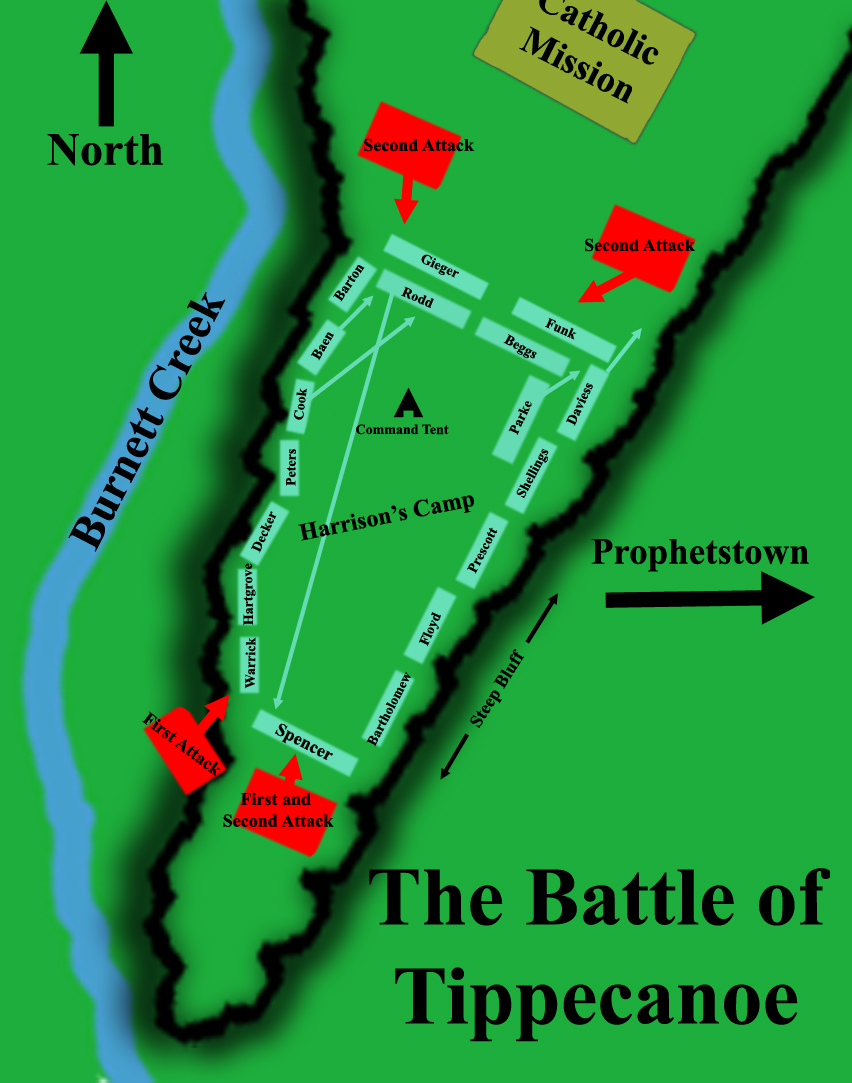
Схема сражения

Армия Гаррисона приблизилась к Профэтстауну к вечеру 7 ноября, она была встречена одним из последователей Тенскватавы, махавшего белым флагом. Он принёс послание от Тенскватавы с просьбой о прекращении огня до следующего дня, когда обе стороны смогут провести мирные переговоры. Гаррисон согласился на встречу, но опасался хитрости Тенскватавы, считая, что переговоры будут бесполезны. Гаррисон переместил свою армию на близлежащий холм у слияния рек Уобаш и Типпекану. Там он расположил своих солдат в боевом порядке и выставил караулы на всю ночь.
На холме, на котором он расположился лагерем, располагадась школа католической миссии, построенная для просвещения окружающих племён. На западной стороне холма был мелкий ручей (Барнетт-Крик) и на восточной стороне — очень крутая насыпь. Из-за особенностей этой позиции Гаррисон не строил каких-либо фортификационных сооружений вопреки обычаю армии в лагерях. Компания Жёлтых курток под начальством капитана Спайера Спенсера была размещена на южной оконечности периметра лагеря. Остальная часть ополчения сформировала прямоугольный строй по краям утёса, окружающего лагерь. Полковник Дэвис Флойд командовал ополченскими подразделениями, охраняющими утёс на восточной стороне строя. Регулярные войска под начальством майора Дэвида Робба и драгуны под начальством майора Джозефа Дэвейсса и бывшего конгрессмена капитана Бенджамина Парка, находились за основными линиями в резерве.
В 1816 году в разговоре с Льюисом Кэссом, губернатором штата Мичиган, Тенскватава отрицал, что приказал своим воинам напасть на Гаррисона и обвинил в атаке членов племени Виннебаго в своем лагере. В других отчётах также говорится о том, что Виннебаго способствовали нападению, и что когда началась паника, Тенскватава не смог контролировать своих последователей. Последователи Тенскватавы опасались близстоящей армии и боялись неизбежного нападения. Они уже начали укреплять город, но оборона была ещё не завершена. В течение вечера Тенскватава посоветовался с духами и решил, что надо было отправить группу воинов в палатку Гаррисона, чтобы убить его и таким образом избежать битвы. Он заверил воинов, что произнесёт заклинания, защищающие их от вреда и путающие армию Гаррисона, чтобы американцы не могли сопротивляться. Воины начали окружать армию Гаррисона, ища путь в лагерь. Ранее Бен, афро-американский извозчик, путешествующий с армией Гаррисона, дезертировал и вступил в ряды Шони. Он согласился вести небольшую группу воинов через линию к палатке Гаррисона. Поздно ночью он был захвачен часовыми лагеря, приведён в лагерь и связан. Впоследствии он был признан виновным в измене, но был помилован Гаррисоном.
Хотя существующие свидетельства не поясняют, как именно началась битва, ясно, что часовые Гаррисона встретились с продвигающимися воинами в предрассветные часы 7 ноября. Около 4:30 утра, солдаты проснулись от выстрелов и обнаружили себя почти окруженными силами Тенскватавы. Армии впервые вошли в соприкосновение на северном конце периметра, но это движение, вероятно, являлось диверсией. Вскоре после первых выстрелов, боевые действия начались на противоположном конце периметра, когда воины, с боевыми кличами, неожиданно набросились на линию Гаррисона на южном углу. Спенсер был в числе первых убитых. Позже, в своем отчете в Вашингтоне губернатор Гаррисон так описал его смерть:
«Спенсер был ранен в голову. Он призвал своих храбро сражаться. Он получил ранение в оба бедра, упал, но все равно продолжая поощрять их; он был поднят, и получил [другую] пулю в тело, которая немедленно положила конец его существованию».
Два других командира Жёлтых курток также вскоре были ранены и убиты. Без руководства Жёлтые куртки с часовыми начали отступать от главной линии. Индейские воины последовали за отступающими войсками и ворвались в лагерь. Солдаты перегруппировались под командованием будущего сенатора Соединенных Штатов прапорщика Джон Типтон и с помощью двух отрядов резерва под командованием капитана Родда отбили индейцев и ликвидировали брешь в обороне.
Во второй атаке индейцы напали на северный и особенно на южный конец лагеря. Более половины жертв Гаррисона были среди частей на южной оконечности. Погибли капитан Спенсер, пять других людей в его роте, и ещё семь в соседнем подразделении. Капитан Джейкоб Уоррик был также убит. После этого неожиданного действия регулярные войска были посланы укрепить решающую южную часть линии и, хотя атака продолжалось, им удалось удержать позицию. На северном конце лагеря, майор Дэвис направил драгун в контратаку. Они пробились через линию индейцев, но потом были отбиты. Большая часть роты Дэвиса отступила назад к основной линии Гаррисона, но сам Дэвис был убит. На протяжении следующего часа войска Гаррисона отбили ещё несколько наступлений. Когда боеприпасы индейцев начали иссякать и солнце взошло, открывая небольшой размер армии Тенскватавы, индейские силы наконец начали медленно отступать. Второе наступление драгун заставило оставшихся индейцев обратиться в бегство.
Сражение продолжалось около двух часов и Гаррисон потерял 62 человек (37 убитых и 25 смертельно раненных); около 126 были ранены менее серьезно. Желтые куртки понесли самые тяжелые потери: 30 % этой группы было убито или ранено. Число жертв индейцев до сих пор является предметом дискуссий, но было несомненно ниже, чем у американцев. По оценкам историков, около 50 индейцев были убиты и 70—80 ранены.
Индейцы отступили в Профетстаун, где, согласно отчёту одного вождя, воины стали обвинять Тенскватаву в обмане, потому что его заклинания не смогли предотвратить большое количество жертв. В ответ Тенскватава обвинил свою жену в осквернении волшебного лекарства. Он предложил произнести новое заклинание и призвал их начинать другую атаку, но они отказались.
Опасаясь скорого возвращения Текумсе с подкреплением, Гаррисон приказал своим людям укрепить лагерь. Когда часовые вышли, они обнаружили и оскальпировали трупы 36 воинов. На следующий день, 8 ноября, он отправил небольшую группу людей в деревню, которая оказалась пустой, за исключением одной пожилой женщины, слишком больной, чтобы бежать. Остальные побеждённые туземцы покинули деревню еще ночью. Гаррисон приказал своим войскам убить женщину, а Профетстаун сжечь и уничтожить припасы индейцев, без которых союзу было бы трудно пережить зиму. Всё ценное было конфисковано, в том числе 5000 бушелей кукурузы и фасоли. Некоторые солдаты Гаррисона выкопали трупы из профетстаунского кладбища, чтобы снять скальпы. Войска похоронили своих мертвых на месте лагеря. Построили большие костры над братской могилой, пытаясь скрыть её от индейцев. Однако, после ухода войск Гаррисона индейцы вернулись и в отместку выкопали много трупов и рассеяли их.

## Последствия

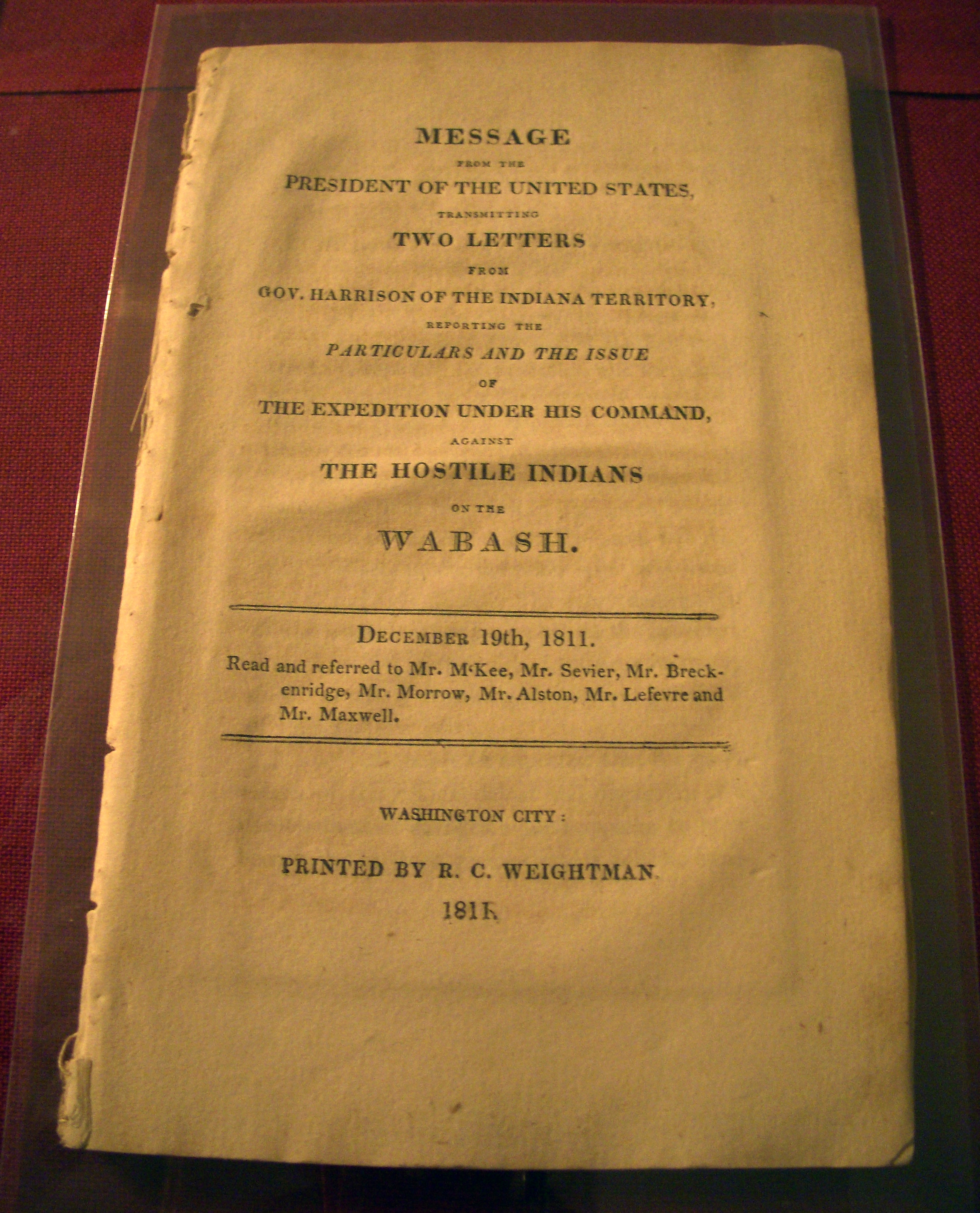
Документ, выпущенный для общественности после сражения, с информацией о «враждебных индейцах» Уобаш

На следующий день после боя, раненых погрузили на повозки и отвезли обратно в Форт Гаррисон для оказания медицинской помощи. 9 ноября большинство ополченцев были освобождены от службы и вернулись домой, но регулярные войска остались в районе немного дольше. В своём первоначальном докладе военному министру Уильяму Юстису, Гаррисон сообщил ему о сражение при реке Типпекану и добавил, что боялся поражения. В первом письме не говорилось, какая сторона выиграла бой, и секретарь пришёл к выводу, что Гаррисон был побеждён. Второе письмо сообщало, что Соединённые Штаты победили, и поражение конфедерации Текумсе стало бесспорным, после отказа индейцев от второй атаки. Юстис послал пространное письмо, с вопросом, почему Гаррисон не принял адекватных мер к укреплению лагеря. Гаррисон ответил, что считал положение достаточно сильным, и что лагерь не нуждался в укреплении. Этот спор стал катализатором разногласий между Гаррисоном и Военным министерством, заставивших его в 1814 году уйти в отставку из армии.
Сначала в газетах было мало информации о битве, и журналисты сосредоточили внимание на основных моментах текущих Наполеоновских войн. В одной Луисвиллской газете даже была напечатана копия первого письма вместе с ошибочным заявлением о поражении армии США. Тем не менее, в декабре в большинстве крупных газет начали публиковать статьи о сражении. Быстро росло общественное возмущение, и многие граждане обвиняли британцев в подстрекательстве индейских племён к насилию и в снабжении их оружием. В первых рядах призывающих к войне был Эндрю Джексон, утверждавший, что Текумсе и его союзники были «возбуждены секретными британскими агентами». Другие западные губернаторы призывали к действиям: Уилли Блаунт штата Теннесси призвал правительство «очистить лагеря индейцев от всякого англичанина, которого можно найти». Отвечая на народное настроение, «Ястребы» в конгрессе приняли резолюции, осуждавшие британцев за вмешательство во внутренние дела Соединённых Штатов. Сражение при Типпекану способствовало увеличению напряжённости в отношениях с Великобританией, что привело к объявлению войны спустя несколько месяцев.
До недавнего времени историки проверяли историю, согласно которой Текумсе разозлился на Тенскватаву за поражение в бою и угрожал убить его. Говорилось, что Пророк потерял авторитет после битвы и больше не служил в качестве лидера конфедерации. В последующих встречах с Гаррисоном, несколько индейских лидеров утверждало, что влияние Пророка было разрушено. В некоторых отчётах было сказано, что он подвергался преследованиям. Однако, историки Альфред Кейв и Роберт Оуэнс утверждают, что индейцы, вероятно, пытались ввести Гаррисона в заблуждение, стараясь успокоить ситуацию, и что на самом деле Тенскватава продолжал играть важную роль в конфедерации.
Добившись своей цели — изгнании индейцев из Профетстауна — Гаррисон провозгласил решительную победу. Но некоторые современники Гаррисона, а также некоторые последующие историки, высказывали сомнения в таком исходе боя. Историк Альфред Кейв заметил, что «Ни в одном из современных отчётов от индейских агентов, торговцев и государственных чиновников о последствиях Типпекану мы не находим подтверждения того, что Гаррисон одержал решительную победу». Поражение было неудачей для конфедерации Текумсе, но индейцы вскоре восстановили Профетстаун, и на самом деле пограничные насилия увеличились после боя. Согласно историку Адаму Джортнеру, возможно, «что удар по Профетстауну сделал движение Тенскватава даже сильнее».
16 декабря 1811 года произошло первое из сильных землетрясений около городка Нью-Мадрида. Многие индейцы из северо-запада видели землетрясение как знак того, что прогнозы Тенскватавы о гибели сбывались, и в результате многие стали поддерживать Текумсе, в том числе многие из его бывших недоброжелателей. Впоследствии количество нападений индейцев на поселенцев быстро увеличилось. В течение следующего года Профетстаун был частично восстановлен, но был снова разрушен во время второй кампании в 1812 году. Текумсе продолжал играть важную роль в военных операциях на границе, и к началу Англо-американская войны в 1812 году, конфедерация Текумсе была готова вступить в войну на стороне британцев. Воины Текумсе составляли почти половину британской армии, захватившей Детройт в августе 1812 года. Только после смерти Текумсе в сражении у реки Темс в Онтарио в 1813 году конфедерация перестала угрожать интересам Соединённых Штатов.
Когда на выборах 1840 года Уильям Генри Гаррисон баллотировался на пост президента США, он использовал лозунг «Tippecanoe and Tyler too» чтобы напомнить людям о своём героизме во время войны.

## Мемориал

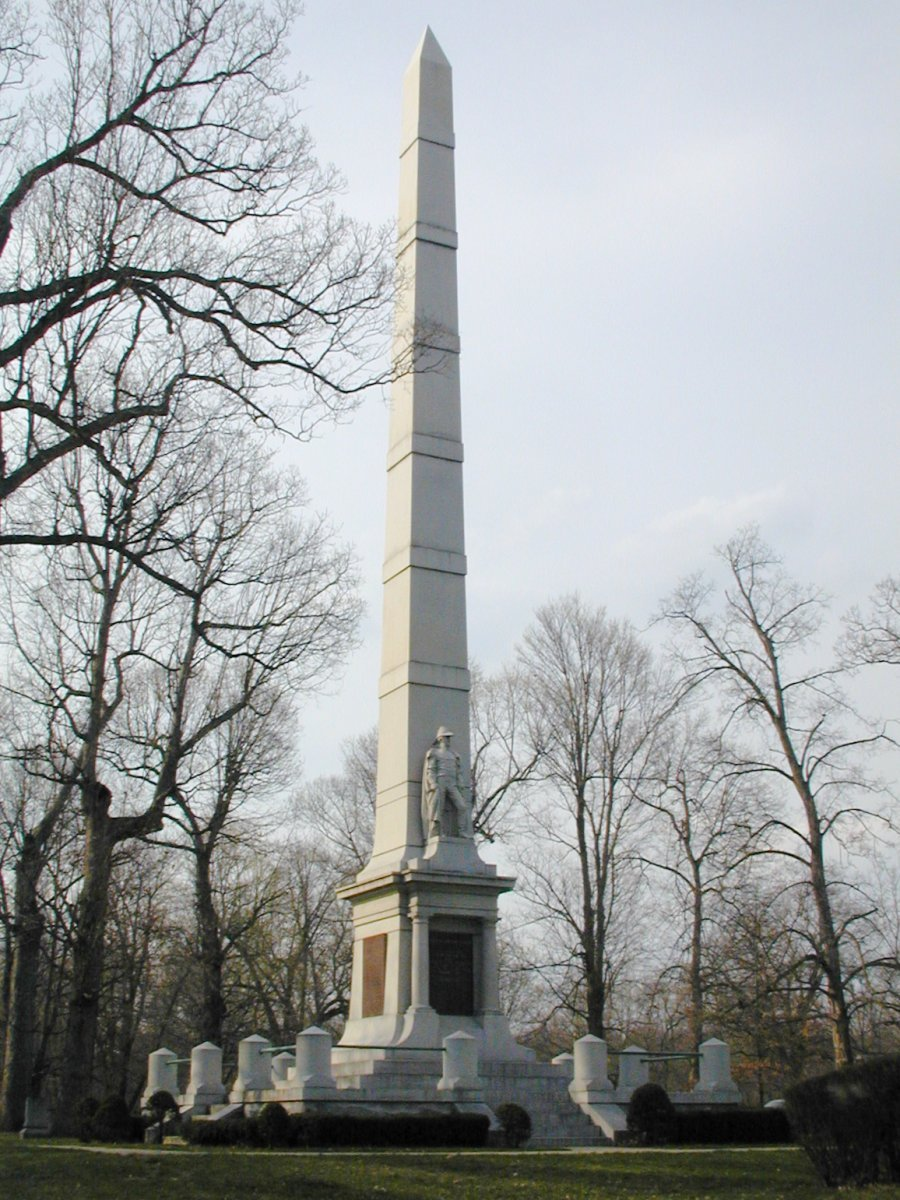
Памятник рядом с полем боя

Американские войска получили «благодарность Конгресса». В резолюции первоначально назвали Уильяма Генри Гаррисона по имени, но имя было удалено из резолюции до его принятия. Гаррисон считал это оскорблением, думая, что подразумевали, что он был единственным человеком в кампании, не достойным награды. Потом в 1818 году он был награждён Благодарностью Конгресса и Золотой медалью Конгресса за победу в сражение у реки Темсе.
В 1835 году во время своей первой президентской кампании Гаррисон вернулся на поле боя выступить с речью, в которой, среди прочего, он призвал к созданию мемориала, чтобы сохранить поле боя. Потом Джон Типтон купил землю, чтобы сохранить её. Миссионерская школа на холме была куплена методистской церковью для использования в качестве семинарии. В своём завещании Типтон оставил поле боя семинарии, и они содержали его в исправности на протяжении многих лет и в 1862 году построили большее помещение на месте. Сражение и Гаррисон были увековечены в названиях двух населённых пунктов штата Огайо: деревни Типпекану и городка Типпекану (переименованный в 1938 году в Типп-Сити).
В 1908 году Генеральная Ассамблея штата Индиана приняла решение о создании памятного обелиска высотой в 24 метров. К 1920-м годам эта земля использовалась методистским детским лагерем. 9 октября 1960 года поле сражения при Типпекану было признано Национальным историческим памятником. В 1961 году состоялось большое празднование 150-летии битвы, в котором приняло участие, по оценкам, 10 000 человек. В последующие годы поле битвы стало менее популярно и пришло в упадок. Потом было передано исторической ассоциации округа Типпекану, которая и теперь обслуживает поле и здание семинарии, в котором расположен музей битвы. В 1986 году был в мемориал добавлен амфитеатр. С 1989 года амфитеатр используется для выступлений «Драмы сражении при Типпекану на открытом воздухе».

## Комментарии
1. ↑  Индиана получил статус штата 11 декабря 1816 года.
2. ↑  Индианские рейнджеры были сформированы в первые дни территории для защиты поселенцев от набегов индейцев, но в предыдущие пять лет почти бездействовали.

## Ссылка
- Tippecanoe Battlefield. National Historic Landmarks program. National Park Service. Дата обращения: 5 июня 2009. Архивировано из оригинала 2 апреля 2015 года.

- Tippecanoe Battlefield History. Tippecanoe County Historical Association. Дата обращения: 27 марта 2009. Архивировано 17 апреля 2009 года.